# رشد اقتصادی
رشد اقتصادی را می‌توان به معنای افزایش ارزش کالاها و خدمات تنظیم‌شده با تورم در طول زمان تعریف کرد. آمارشناسان به‌طور متعارف چنین رشدی را به صورت درصد افزایش تولید ناخالص داخلی حقیقی یا GDP تعریف می‌کنند.
بعلاوه رشد معمولاً به صورت واقعی (با اصطلاحات تعدیل‌شده تورم) محاسبه می‌شود تا اثر تحریف‌کنندهٔ تورم بر قیمت کالاهای تولیدشده را از بین ببرد. اندازه‌گیری رشد اقتصادی از حسابداری درآمد ملی استفاده می‌کند. از آنجا که رشد اقتصادی به عنوان درصد تغییر سالانهٔ تولید ناخالص داخلی (GDP) اندازه‌گیری می‌شود، از این رو تمام مزایا و معایب آن را دارد. نرخ رشد اقتصادی کشورها معمولاً با استفاده از نسبت تولید ناخالص داخلی به جمعیت (درآمد سرانه) مقایسه می‌شود.
منظور از «نرخ رشد اقتصادی» نرخ هندسی سالانهٔ رشد تولید ناخالص داخلی بین سال‌های اول و آخر در یک بازهٔ زمانی است. این نرخ رشد نشان‌دهندهٔ روند سطح متوسط تولید ناخالص داخلی در طول دوره است و هرگونه نوسانات تولید ناخالص داخلی را در اطراف این روند نادیده می‌گیرد.
اقتصاددانان، افزایش رشد اقتصادی ناشی از استفادهٔ کارآمدتر از نهاده‌ها (افزایش بهره‌وری نیروی کار، سرمایهٔ فیزیکی، انرژی یا مواد) را رشد فشرده می‌گویند. در مقابل، رشد تولید ناخالص داخلی تنها ناشی از افزایش مقدار ورودی‌های موجود برای استفاده (افزایش جمعیت یا قلمرو جدید) رشد گسترده محسوب می‌شود.
توسعهٔ کالاها و خدمات جدید نیز رشد اقتصادی ایجاد می‌کند. همان‌طور که در ایالات متحده حدود ۶۰ درصد از هزینه‌های مصرف‌کننده در سال ۲۰۱۳ برای کالاها و خدماتی بود که در سال ۱۸۶۹ وجود نداشت.

## مقیاس
نرخ رشد اقتصادی از داده‌های مربوط به تولید ناخالص داخلی که آژانس‌های آماری کشورها تخمین می‌زنند، محاسبه می‌شود. نرخ رشد تولید ناخالص داخلی سرانه از داده‌های مربوط به تولید ناخالص داخلی و افراد برای دوره‌های اولیه و نهایی شامل تجزیه و تحلیل تحلیل‌گرها محاسبه می‌شود.

## رشد بلندمدت
استانداردهای زندگی و تغییر در سطح زندگی در طول زمان از کشوری به کشور دیگر متفاوت است. در زیر جدولی آورده شده‌است که تولید ناخالص داخلی به ازای هر فرد و رشد سالانه به ازای هر نفر را در بعضی کشورها طی ۱۰۰ سال نشان می‌دهد. داده‌های تولید ناخالص داخلی به ازای هر فرد برای تورم تنظیم می‌شوند، از این رو «واقعی» هستند. تولید ناخالص داخلی به ازای هر فرد: تولید ناخالص داخلی کل کشور تقسیم بر تعداد افراد در کشور است. تولید ناخالص داخلی به ازای هر شخص از نظر مفهومی با درآمد سرانه مشابه است.
| کشور                | دوره      | تولید ناخالص داخلی حقیقی به ازای هر شخص در ابتدای دوره | تولید ناخالص داخلی حقیقی به ازای هر شخص در انتهای دوره | نرخ رشد سالانه |
| ------------------- | --------- | ------------------------------------------------------ | ------------------------------------------------------ | -------------- |
| ژاپن                | ۱۸۹۰–۲۰۰۸ | ۱٬۵۰۴ دلار                                             | ۳۵٬۲۲۰ دلار                                            | ۲٫۷۱٪          |
| برزیل               | ۱۹۰۰–۲۰۰۸ | ۷۷۹ دلار                                               | ۱۰٬۰۷۰ دلار                                            | ۲٫۴۰٪          |
| مکزیک               | ۱۹۰۰–۲۰۰۸ | ۱٬۱۵۹ دلار                                             | ۱۴٬۲۷۰ دلار                                            | ۲٫۳۵٪          |
| آلمان               | ۱۸۷۰–۲۰۰۸ | ۲٬۱۸۴ دلار                                             | ۳۵٬۹۴۰ دلار                                            | ۲٫۰۵٪          |
| کانادا              | ۱۸۷۰–۲۰۰۸ | ۲٬۳۷۵ دلار                                             | ۳۶٬۲۲۰ دلار                                            | ۱٫۹۹٪          |
| چین                 | ۱۹۰۰–۲۰۰۸ | ۷۱۶ دلار                                               | ۶٬۰۲۰ دلار                                             | ۱٫۹۹٪          |
| ایالات متحدهٔ آمریکا | ۱۸۷۰–۲۰۰۸ | ۴٬۰۰۷ دلار                                             | ۴۶٬۹۷۰ دلار                                            | ۱٫۸۰٪          |
| آرژانتین            | ۱۹۰۰–۲۰۰۸ | ۲٬۲۹۳ دلار                                             | ۱۴٬۰۲۰ دلار                                            | ۱٫۶۹٪          |
| بریتانیا            | ۱۸۷۰–۲۰۰۸ | ۴٬۸۰۸ دلار                                             | ۳۶٬۱۳۰ دلار                                            | ۱٫۴۷٪          |
| هند                 | ۱۹۰۰–۲۰۰۸ | ۶۷۵                                                    | ۲٬۹۶۰ دلار                                             | ۱٫۳۸٪          |
| اندونزی             | ۱۹۰۰–۲۰۰۸ | ۸۹۱ دلار                                               | ۳٬۸۳۰ دلار                                             | ۱٫۳۶٪          |
| بنگلادش             | ۱۹۰۰–۲۰۰۸ | ۶۲۳ دلار                                               | ۱٬۴۴۰ دلار                                             | ۰٫۷۸٪          |

اختلافات به ظاهر کوچک در رشد تولید ناخالص داخلی سالانه منجر به تغییرات زیادی در تولید ناخالص داخلی می‌شود که با گذشت زمان افزایش می‌یابد. به عنوان مثال، در جدول فوق، تولید ناخالص داخلی هر فرد در انگلستان در سال ۱۸۷۰، ۴۸۰۸ دلار بود. در همان زمان، در ایالات متحده، تولید ناخالص داخلی برای هر نفر ۴٫۰۰۷ دلار بود که حدود ۲۰٪ کمتر از انگلیس بود. با این حال، در سال ۲۰۰۸ شرایط تغییر کرد: تولید ناخالص داخلی به ازای هر نفر ۳۶۱۳۰ دلار در انگلستان و ۴۶٫۹۷۰ دلار در ایالات متحده بود، یعنی تولید ناخالص داخلی برای هر نفر در ایالات متحده ۳۰٪ بیشتر از انگلیس بود. همان‌طور که جدول فوق نشان می‌دهد، تولید ناخالص داخلی در هر فرد به‌طور متوسط در آمریکا ۱٫۸۰ درصد در سال و در انگلیس ۱٫۴۷ درصد رشد داشته‌است؛ بنابراین، اختلاف در رشد تولید ناخالص داخلی تنها با چند دهم درصد در سال منجر به اختلاف زیادی در نتایج می‌شود که موجب رشد پایدار در طول یک نسل می‌شود. این مشاهدات باعث شده‌است که برخی از اقتصاددانان رشد تولید ناخالص داخلی را به عنوان مهم‌ترین بخش در زمینه اقتصاد کلان تلقی کنند:
«اگر بتوانیم در مورد گزینه‌های سیاست دولت که تأثیرات اندکی نیز روی نرخ رشد بلند مدت دارند، یاد بگیریم، می‌توانیم در بهبود سطح زندگی سهیم باشیم. تنظیم رشد اقتصادی بخشی از اقتصاد کلان است که واقعاً مهم است».

### رشد و نوآوری
مشاهده شده‌است که رشد تولید ناخالص داخلی تحت تأثیر اندازه اقتصاد است. رابطه بین رشد تولید ناخالص داخلی و تولید ناخالص داخلی در سراسر کشورها در یک زمان خاص محدب است. رشد با افزایش تولید ناخالص داخلی به حداکثر خود می‌رسد و سپس شروع به کاهش می‌کند. ارزش‌های افراطی مانند درآمد متوسط هم وجود دارند؛ که دراقتصادهای توسعه یافته و هم در حال توسعه مشاهده می‌شود. در حقیقت، کشورهایی که دارای این دارایی هستند به حوزه رشد متعارف تعلق دارند. با این حال، این دارایی‌ها می‌توانند توسط نوآوری‌های فناوری و سیاست گسترش یابد و برخی از کشورها به دامنه رشد نوآورانه بالاتر بروند.

## عوامل تعیین‌کنندهٔ رشد سرانه تولید ناخالص داخلی
در حسابداری درآمد ملی، تولید سرانه با استفاده از عوامل زیر قابل محاسبه است: تولید در واحد ورودی نیروی کار (بهره‌وری نیروی کار)، ساعت کار (شدت)، درصد جمعیت در سن کار (نرخ مشارکت) و نسبت جمعیت در سن کار به کل جمعیت (جمعیت). «نرخ تغییر تولید ناخالص داخلی / جمعیت، مجموع نرخ تغییر این چهار متغیر به علاوه محصولات متقابل آنهاست».
اقتصاددانان بین رشد اقتصادی بلند مدت و تغییرات اقتصادی کوتاه مدت در تولید تفاوت قائل می‌شوند. تغییر کوتاه مدت در رشد اقتصادی چرخه تجارت نامیده می‌شود. به‌طور کلی، اقتصاددانان فراز و نشیب‌های موجود در چرخه تجارت را ناشی از نوسانات تقاضای کل می‌دانند. در مقابل، رشد اقتصادی مربوط به روند طولانی مدت تولید است که به دلایل ساختاری مانند: رشد فناوری و تجمع عوامل مربوط می‌شود.

### بهره‌وری
افزایش بهره‌وری نیروی کار (نسبت مقدار تولید به ورودی نیروی کار) از نظر تاریخی مهمترین منبع رشد اقتصادی واقعی سرانه بوده‌است. در یک برآورد مشهور، پروفسور ام آی تی، رابرت سولو، نتیجه گرفت که پیشرفت فناوری ۸۰ درصد از افزایش بلند مدت درآمد سرانه ایالات متحده را به خود اختصاص داده‌است، افزایش سرمایه‌گذاری در حساب تنها ۲۰ درصد باقیمانده را توضیح می‌دهد.
افزایش بهره‌وری باعث کاهش قیمت واقعی کالا می‌شود. در طول قرن بیستم قیمت واقعی بسیاری از کالاها بیش از ۹۰ درصد کاهش یافت.
رشد اقتصادی به‌طور سنتی به انباشت سرمایه انسانی و جسمی و افزایش بهره‌وری و ایجاد کالاهای جدید با نوآوری و فناوری نسبت داده می‌شود. تقسیم بیشتر کار (تخصص) نیز برای افزایش بهره‌وری اساسی است.
بعد از صنعتی شدن، پیشرفت فناوری با تأمین مواد غذایی و سایر منابع، منجر به افزایش جمعیت شد، شرایطی که به عنوان «دام مالتوس» شناخته می‌شود. رشد سریع اقتصادی که در طول انقلاب صنعتی اتفاق افتاد قابل توجه بود. کشورهایی که صنعتی شدند سرانجام سرعت رشد جمعیت خود را کاهش دادند، پدیده ای که به عنوان انتقال جمعیتی شناخته می‌شود.
افزایش بهره‌وری عامل اصلی رشد اقتصادی سرانه است؛ این امر به ویژه از اواسط قرن نوزدهم آشکار شده‌است. بیشتر رشد اقتصادی در قرن بیستم به دلیل افزایش تولید در واحد کار، مواد، انرژی و زمین بود (ورودی کمتر به هر عنصر). تعادل رشد تولید با استفاده از ورودی‌های بیشتر حاصل شده‌است. هر دوی این تغییرات باعث افزایش تولید می‌شود. افزایش تولید شامل تولید کالاهای مشابه قبلی و کالاها و خدمات جدید بود.
طی انقلاب صنعتی، مکانیزاسیون جایگزین روش های دستی در تولید شد و فرایندهای جدید تولید مواد شیمیایی، آهن، فولاد و سایر محصولات را ساده کرد. ماشین آلات بهره‌وری اقتصادی در قسمت فلزها را با ساختن قطعات قابل تعویض، ممکن ساختند.
در طول انقلاب صنعتی دوم، عامل اصلی رشد بهره‌وری جایگزینی نیروی کار بی جان برای انسان و حیوان بود. همچنین تولید برق با بخار و احتراق داخلی، جایگزین انرژی باد و آب شد؛ در نتیجه صنعت حمل و نقل هم پیشرفت کرد. سایر بهبودهای بهره‌وری شامل کشاورزی مکانیزه و علمی استفاده از کودهای شیمیایی و مدیریت دام و طیور و انقلاب سبز بود. قطعات قابل تعویض ساخته شده با ابزار آلات مجهز به موتورهای الکتریکی به تولید انبوه تبدیل شدند، که امروزه به‌طور جهانی مورد استفاده قرار می‌گیرد.
منابع مهم بهبود بهره‌وری در اواخر قرن نوزدهم، راه‌آهن، کشتی‌های بخار، ماشین‌های کمباین و کارخانه‌های مجهز به موتور بخار بودند. ابداع فرایندهای ساختن فولاد ارزان قیمت برای بسیاری از اشکال مکانیزاسیون و حمل و نقل مهم بود. در اواخر قرن نوزدهم، قیمت و ساعت کاری هفتگی کاهش یافت زیرا نیروی کار، انرژی کمتری برای تولید و حمل کالا مورد نیاز داشت. با این وجود، دستمزدهای واقعی افزایش یافت و به کارگران امکان بهبود رژیم غذایی، خرید کالاهای مصرفی و تهیه مسکن بهتر را داد.
تولید انبوه در دهه ۱۹۲۰ تولید بیش از حد را ایجاد کرد، که بدون شک یکی از دلایل رکود بزرگ دهه ۱۹۳۰ بود. به دنبال رکود بزرگ، رشد اقتصادی از سر گرفته شد، که تا حدی به تقاضای کالاها و خدمات موجود از جمله اتومبیل، تلفن، رادیو، برق و لوازم خانگی کمک کرد. کالاها و خدمات جدید شامل تلویزیون، تهویه هوا و حمل و نقل هوایی تجاری (پس از سال ۱۹۵۰) بود و باعث ایجاد تقاضای جدید کافی برای ایجاد ثبات در هفته کاری شد. ایجاد زیرساخت‌های بزرگراه‌ها، و همچنین سرمایه‌گذاری‌ها در صنایع تولیدی و شیمیایی، به رشد پس از جنگ جهانی دوم کمک کردند. اقتصاد پس از جنگ جهانی دوم نیز از کشف مقادیر زیادی نفت در سراسر جهان، به ویژه در خاورمیانه بهره‌مند شد. طبق برآورد جان کندریک، سه چهارم افزایش تولید ناخالص داخلی سرانه ایالات متحده از ۱۸۸۹ به ۱۹۵۷ به دلیل افزایش بهره‌وری بود.
رشد اقتصادی در ایالات متحده پس از سال ۱۹۷۳ کند شد. در مقابل، از آن زمان رشد در آسیا بسیار قوی بوده‌است، از ژاپن شروع شده و به، چین، آسیای جنوب شرقی، شبه قاره هند و آسیا و اقیانوسیه گسترش یافته‌است. در سال ۱۹۵۷ سرانه تولید ناخالص داخلی کره جنوبی کمتر از غنا بود ولی تا سال ۲۰۰۸، تا ۱۷ برابر غنا رشد کرد. رشد اقتصادی ژاپن از اواخر دهه ۱۹۸۰ به‌طور قابل توجهی کند شده‌است.
بهره‌وری در ایالات متحده در سراسر قرن نوزدهم با سرعت فزاینده ای رشد کرد و در دهه‌های اولیه تا میانه قرن ۲۰ سریع‌ترین رشد را داشت. رشد بهره‌وری ایالات متحده به دلیل تسریع در میزان نوآوری در فناوری معروف به قانون مور، در اواخر قرن افزایش یافت. پس از سال ۲۰۰۴ رشد بهره‌وری ایالات متحده به پایین‌ترین سطح سالهای ۱۹۹۶–۱۹۹۲ بازگشت.

### نقطهٔ تجمع
سرمایه در اقتصاد به‌طور معمول به سرمایه فیزیکی اشاره دارد که متشکل از ساختارها و تجهیزات مورد استفاده در تجارت (ماشین آلات، تجهیزات کارخانه، رایانه و تجهیزات اداری، تجهیزات ساختمانی، وسایل نقلیه تجاری، تجهیزات پزشکی و غیره) است. در توسعه نظریه اقتصادی، توزیع درآمد بین کار و صاحبان زمین و سرمایه در نظر گرفته شد. در دهه‌های اخیر چندین کشور آسیایی با نرخ رشد اقتصادی بالا ناشی از سرمایه‌گذاری وجود داشته‌است.
هفته کار در طول قرن نوزدهم بطور قابل توجهی کاهش یافت. در دهه ۱۹۲۰، هفته کار در ایالات متحده ۴۹ ساعت بود، اما به عنوان بخشی از قانون ملی بازیابی صنعتی سال ۱۹۳۳ به ۴۰ ساعت کاهش یافت (پس از آن حق بیمه اضافه کاری اعمال شد).
عوامل جمعیتی ممکن است با تغییر نسبت اشتغال به جمعیت و نرخ مشارکت نیروی کار بر رشد تأثیر بگذارد. صنعتی سازی یک تغییر جمعیتی ایجاد می‌کند که در آن میزان زاد و ولد کاهش می‌یابد و میانگین سنی جمعیت افزایش می‌یابد.
درصد بیشتری از زنانی با فرزندان کمتر و دسترسی به اشتغال در بازار، به نیروی کار ملحق می‌شوند. تقاضا برای کار کودکان کاهش یافته‌است و کودکان سالهای بیشتری را در مدرسه می‌گذرانند. افزایش درصد زنان در نیروی کار در ایالات متحده و همچنین ورود بیبی بومر به نیروی کار به رشد اقتصادی کمک کرد.

## سایر عوامل مؤثر در رشد

### سرمایهٔ انسانی
بسیاری از تحلیل‌های نظری و تجربی رشد اقتصادی، نقش اصلی را به سطح سرمایه انسانی یک کشور نسبت می‌دهند که به عنوان مهارت‌های جمعیت یا نیروی کار تعریف می‌شود. سرمایه انسانی در هر دو مدل رشد نئوکلاسیک و درون‌زا لحاظ شده‌است.
اقتصاددانان سعی کرده‌اند سرمایه انسانی را با روش‌های متعدد، از جمله سطح سواد جمعیت، اعداد، سطح تولید، سرانه کتاب، متوسط سطح تحصیلات رسمی، میانگین نمره آزمون در آزمون‌های بین‌المللی و استهلاک تجمعی، اندازه‌گیری کنند. متداولترین معیار اندازه‌گیری سرمایه انسانی میزان (متوسط سالها) تحصیلات در یک کشور است که بر اساس داده‌های رابرت بارو و جونگ-وه لی بنا شده‌است. این معیار به‌طور گسترده‌ای مورد استفاده قرار می‌گیرد زیرا بارو و لی داده‌های بسیاری از کشورها را در بازه‌های زمانی پنج ساله برای مدت زمان طولانی ارائه می‌دهند.
یک مشکل در معیار تحصیلات این است که میزان سرمایه انسانی به دست آمده در یک سال تحصیل در همه مقاطع تحصیلی و در همه کشورها یکسان نیست. این معیار همچنین فرض می‌کند که سرمایه انسانی فقط در مدارس رسمی توسعه می‌یابد، بر خلاف شواهد گسترده‌ای که خانواده‌ها، محله‌ها، همسالان و بهداشت نیز در توسعه سرمایه انسانی نقش دارند. با وجود این محدودیت‌های بالقوه، تئودور برتون نشان داده‌است که این معیار می‌تواند سرمایه انسانی را در مدل‌های رشد خطی نشان دهد زیرا در سراسر کشورها تولید ناخالص داخلی بزرگسالان با میانگین سالهای تحصیل رابطه خطی دارد، با رابطه خطی منطبق بین درآمد شخصی کارگران و سالهای تحصیل.
اریک هانوشک و دنیس کیمکو، معیارهای ریاضیات و مهارت‌های علوم دانشجویان را از ارزیابی‌های بین‌المللی در تحلیل رشد ارائه دادند. آنها دریافتند که این معیار سرمایه انسانی به میزان قابل توجهی با رشد اقتصادی مرتبط است. تئودور برتون نشان می‌دهد که رشد اقتصادی با میانگین نمرات در کشورهای تحصیل کرده ارتباط ندارد. Hanushek و Wößmann در بررسی بیشتر به جدیت رابطه سرمایه دانش با رشد اقتصادی می‌پردازند. آنها نشان می‌دهند که سطح مهارت‌های شناختی دانش آموزان می‌تواند رشد سریع در آسیای شرقی و رشد کند در آمریکای لاتین را توضیح دهد.
یورگ باتن و یان لویتن ون زندن سرانه تولید کتاب را به عنوان مرجع برای سواد آموزی پیشرفته به کار می‌گیرند و دریافتند که "کشورهایی که سطح بالایی از تشکیل سرمایه انسانی در قرن هجدهم دارند، روند صنعتی سازی قرن نوزدهم را آغاز کردند یا در آن شرکت کردند، در حالی که کشورهای دارای سطح پایین تشکیل سرمایه انسانی مانند هند، اندونزی و چین قادر به انجام این کار نبودند و امروزه کمتر توسعه یافته‌اند.

### نهادهای سیاسی
«نهادها با تأثیر بر رفتار و انگیزه‌های زندگی واقعی، موفقیت یا شکست ملت‌ها را جعل می‌کنند».
در اقتصاد و تاریخ اقتصادی، گذار به سرمایه‌داری از سیستم‌های اقتصادی قبلی با اتخاذ سیاست‌های دولتی که تجارت را تسهیل می‌کند و آزادی شخصی و اقتصادی بیشتری به افراد می‌دهد، امکان‌پذیر شد. این قوانین جدید مطلوب برای ایجاد تجارت، از جمله قانون قراردادها و قوانینی برای حمایت از مالکیت خصوصی و لغو قوانین ضد ربا بود.
بیشتر این ادبیات بر اساس داستان موفقیت دولت انگلیس پس از انقلاب شکوهمند ۱۶۸۸ ساخته شده‌است، که در آن ظرفیت مالی بالا همراه با محدودیت‌های قدرت پادشاه احترام به قانون را ایجاد می‌کند. با این حال، دیگران این سؤال را مطرح کرده‌اند که این فرمول نهادی به راحتی قابل تغییر در جاهای دیگر نیست مانند تغییر در قانون اساسی - و نوع نهادهای ایجاد شده توسط آن تغییر - اگر قدرت اقتصادی آن جامعه نباشد، لزوماً تغییری در قدرت سیاسی ایجاد نمی‌کند. در سایر نقاط اروپا افزایش ظرفیت دولت، قبل از اصلاحات عمده حاکمیت قانون اتفاق افتاد.
روش های مختلفی وجود دارد که از طریق آنها دولت ها به ظرفیت دولتی (مالی) دست یابند و این ظرفیت متفاوت باعث تسریع یا مانع توسعه اقتصادی آنها می‌شود. انگلیس به لطف همگنی زمینه و سرزمین و مردم خود، از قرون وسطی توانست به یک سیستم قانونی و مالی واحد دست یابد که به این کشور این امکان را داد که مالیات‌های خود را پس از سال ۱۶۸۹ افزایش دهد. از طرف دیگر، تجربه دولت سازی فرانسه با مقاومت بسیار شدیدتری از سوی قدرت‌های محلی فئودال روبرو شد و آن را از نظر قانونی و مالی تکه‌تکه کرد؛ علی‌رغم افزایش قابل توجه ظرفیت دولت در طول قرن هفدهم، موجب انقلاب فرانسه شد. علاوه بر این، پروس و امپراتوری هابسبورگ - ایالات بسیار ناهمگن تر از انگلیس - در طول قرن هجدهم توانستند بدون اینکه قدرت‌های اجرایی را محدود کنند، ظرفیت دولت را افزایش دهند.
در بسیاری از کشورهای فقیر و در حال توسعه بسیاری از زمین‌ها و مساکن خارج از سیستم رسمی یا قانونی ثبت مالکیت املاک نگهداری می‌شود. در بسیاری از مناطق شهری افراد فقیر برای ساخت خانه‌های خود به زمین‌های خصوصی یا دولتی «حمله» می‌کنند، بنابراین این ملکیت را ندارند. بسیاری از املاک ثبت نشده به صورت غیررسمی از طریق انجمن‌های مختلف املاک و ترتیب‌های دیگر برگزار می‌شود. از دلایل مالکیت فوق قانونی می‌توان به افزایش بوروکراتیک اداری در خرید ملک و ساختمان اشاره کرد. در بعضی از کشورها ساخت زمین‌های دولتی بیش از ۲۰۰ مرحله و حداکثر ۱۴ سال طول می‌کشد. از دیگر دلایل مالکیت فوق قانونی، عدم ثبت اسناد رسمی معامله یا محضری بودن اسناد بدون ضبط کردن در آژانس رسمی.
نداشتن عنوان حقوقی مشخص در مورد مالکیت، استفاده از آن را به عنوان وثیقه برای تأمین وام محدود کرده و بسیاری از کشورهای فقیر را از یکی از مهمترین منابع بالقوه سرمایه خود محروم می‌کند. مشاغل ثبت نشده و فقدان روشهای پذیرفته شده حسابداری از دیگر عواملی است که باعث محدود شدن سرمایه بالقوه می‌شود.
مشاغل و افراد شرکت کننده در فعالیت‌های تجاری گزارش نشده و صاحبان املاک ثبت نشده با هزینه‌هایی مانند رشوه و بازپرداخت روبرو هستند که بسیاری از مالیات‌های اجتناب شده را جبران می‌کند.
طبق گفته عجم اوغلو و همکارانش "دموکراسی باعث رشد می‌شود". به‌طور خاص، "دموکراسی با تشویق به سرمایه‌گذاری، افزایش تحصیلات، اصلاحات اقتصادی، بهبود تأمین کالاهای عمومی و کاهش ناآرامی‌های اجتماعی، تولید ناخالص داخلی آینده را افزایش می‌دهد.
در کتاب چرا ملت ها شکست می‌خورند، Acemoglu و Robinson گفتند که انگلیسی‌ها در آمریکای شمالی با تلاش کردند که موفقیت تسخیرکنندگان اسپانیا در استخراج ثروت (به ویژه طلا و نقره) را تکرار کنند. این سیستم بارها برای انگلیسی‌ها خراب شد. موفقیت‌های آنها متکی بر دادن زمین در دولت به مردم برای ایجاد انگیزه در کار مولد بود. در ویرجینیا دوازده سال طول کشید و بسیاری از گرسنگی مردند تا اینکه دولتمردان تصمیم گرفتند دموکراسی را امتحان کند.

### کارآفرینان و محصولات جدید
سیاست گذاران و دانشمندان اغلب بر اهمیت کارآفرینی برای رشد اقتصادی تأکید می‌کنند. با این حال، به‌طور شگفت‌آور تحقیقات کمی تأثیر کارآفرینی بر رشد را به صورت تجربی بررسی می‌کنند. این به دلیل درون زایی است - نیروهایی که رشد اقتصادی را پیش می‌برند، کارآفرینی را نیز هدایت می‌کنند. به عبارت دیگر، تحلیل تجربی تأثیر کارآفرینی بر رشد، به دلیل اشتراکات کارآفرینی و رشد اقتصادی دشوار است. در چند مقاله از طرح‌های نیمه آزمایشی استفاده شده‌است و دریافتند که کارآفرینی و تراکم مشاغل کوچک در واقع تأثیر اتفاقی بر رشد منطقه دارد.
یکی دیگر از دلایل عمده رشد اقتصادی، معرفی محصولات و خدمات جدید و بهبود محصولات موجود است. محصولات جدید تقاضا ایجاد می‌کنند که برای جبران کاهش اشتغال که از طریق فناوری صرفه جویی در نیروی کار اتفاق می‌افتد ضروری است (و به دلیل صرفه جویی در انرژی و مواد به میزان کمتری اشتغال کاهش می‌یابد). در ایالات متحده تا سال ۲۰۱۳ حدود ۶۰٪ از هزینه‌های مصرف‌کننده برای کالاها و خدماتی بود که در سال ۱۸۶۹ وجود نداشته‌است. همچنین ایجاد خدمات جدید مهمتر از اختراع کالاهای جدید بوده‌است.

### تغییر ساختاری
رشد اقتصادی در ایالات متحده و سایر کشورهای پیشرفته از طریق تغییر در نرخ مشارکت نیروی کار و اندازه‌های نسبی بخش‌های اقتصادی، فازهایی را تحت تأثیر قرار داد. گذار از اقتصاد کشاورزی به تولید، اندازه بخش را با تولید بالا در ساعت (بخش تولیدی با بهره‌وری بالا) افزایش داد، در حالی که اندازه بخش را با تولید کمتر در ساعت کاهش داد (بخش کشاورزی با بهره‌وری پایین). سرانجام رشد بالای بهره‌وری در تولید، با کاهش قیمت‌ها و کاهش اشتغال نسبت به سایر بخش‌ها، باعث کاهش اندازه بخش شد. بخش های خدمات و دولت، که تولید و رشد بهره وریشان در ساعت پایین است، در طول دهه ۱۹۹۰ با افزایش سهم خود در اقتصاد و اشتغال روبرو شدند. بخش دولتی از آن زمان منقبض شده‌است، در حالی که اقتصاد خدمات در دهه ۲۰۰۰ گسترش یافته‌است.
تغییر ساختاری را می‌توان از زاویه دیگری نیز مشاهده کرد. می‌توان رشد اقتصادی واقعی را به دو بخش تقسیم کرد: شاخص رشد اقتصادی گسترده - تولید ناخالص داخلی «کمی» و شاخص بهبود کیفیت کالاها و خدمات - تولید ناخالص داخلی «کیفی».

## نظریه‌های رشد

### نظریهٔمالتوس
طبق نظریه مالتوس، در بیشتر تاریخ بشر پیشرفت تکنولوژی باعث رشد بیشتر جمعیت شده‌است اما در دراز مدت هیچ تأثیری بر درآمد سرانه نداشته‌است. طبق این تئوری، در حالی که اقتصادهای پیشرفته از نظر فنی در این دوره با تراکم جمعیت بیشتری مشخص می‌شدند، سطح سرانه درآمد آنها تفاوتی با اقتصاد جامعه عقب مانده فنی نداشت.
مبانی مفهومی نظریه مالتوسیوس توسط توماس مالتوس تشکیل شد و نمایش مدرنی از این رویکرد توسط اشرف و گالور ارائه شده‌است. مطابق با پیش‌بینی‌های نظریه مالتوس، تجزیه و تحلیل بین کشوری تأثیر مثبت قابل توجهی از سطح فناوری بر تراکم جمعیت و تأثیر ناچیز بر درآمد سرانه را به‌طور قابل توجهی طی سال های ۱ تا ۱۵۰۰ نشان می‌دهد.

### نظریهٔ رشد کلاسیک
در اقتصاد کلاسیک (ریکاردی)، تئوری تولید و تئوری رشد براساس تئوری یا قانون نسبت متغیر استوار است، به این ترتیب یکی از عوامل تولید (نیروی کار یا سرمایه) را ثابت نگه داشته و دیگری را تغییر می‌دهد، و فرض می‌کند تکنولوژی تغییر نمی‌کند؛ با سرعت کاهشی که در نهایت به صفر می‌رسد خروجی خواهد داشت. این مفاهیم ریشه در نظریه‌پردازی توماس مالتوس در مورد کشاورزی دارد. نمونه‌های مالتوس شامل تعداد بذرهای برداشت شده نسبت به تعداد بذرهای کاشته شده (سرمایه) در یک قطعه زمین و اندازه برداشت از یک قطعه زمین در مقابل تعداد کارگران شاغل بود.
انتقادات از نظریه رشد کلاسیک این است که فناوری، یک عامل مهم در رشد اقتصادی، ثابت نگه داشته می‌شود و اقتصاد مقیاس نادیده گرفته می‌شود.
یکی از نظریه‌های مشهور در دهه ۱۹۴۰، مدل فشار بزرگ بود، که پیشنهاد می‌کرد کشورها باید از یک مرحله توسعه به مرحله دیگر از طریق یک چرخه فضیلت پرش شوند، که در آن سرمایه‌گذاری‌های بزرگ در زیرساخت‌ها و آموزش و پرورش همراه با سرمایه‌گذاری‌های خصوصی، اقتصاد را به سمت پیشرفت بیشتر می‌برد. مرحله تولید، رهایی از پارادایم‌ های اقتصادی متناسب با مرحله بهره‌وری پایین‌تر. این ایده در اواخر دهه ۱۹۸۰ توسط کوین مورفی، آندری شلیفر و رابرت ویشنی با احتیاط احیا و تدوین شد.

### مدل رشد سولو (Solow – Swan)
رابرت سولو و ترور سوان آنچه را که سرانجام به مدل اصلی مورد استفاده در اقتصاد رشد در دهه ۱۹۵۰ تبدیل شد، توسعه دادند. این مدل فرض می‌کند که بازدهی نزولی به سرمایه و نیروی کار وجود دارد. سرمایه از طریق سرمایه‌گذاری جمع می‌شود، اما سطح یا سهام آن به دلیل استهلاک به‌طور مداوم کاهش می‌یابد. با توجه به کاهش بازده به سرمایه، با افزایش سرمایه / کارگر و عدم پیشرفت تکنولوژی، تولید اقتصادی / کارگر در نهایت به جایی می‌رسد که سرمایه برای هر کارگر و تولید اقتصادی / کارگر ثابت می‌ماند زیرا سرمایه‌گذاری سالانه در سرمایه برابر استهلاک سالانه است. این وضعیت «حالت ثابت» نامیده می‌شود.
در مدل سولو اگر بهره‌وری از طریق پیشرفت تکنولوژی افزایش یابد، تولید / کارگر حتی در شرایطی که اقتصاد در وضعیت پایدار است افزایش می‌یابد. اگر بهره‌وری با یک نرخ ثابت افزایش یابد، تولید / کارگر نیز با نرخ مربوط به حالت ثابت افزایش می‌یابد. به عنوان یک نتیجه، رشد در مدل می‌تواند با افزایش سهم تولید ناخالص داخلی سرمایه‌گذاری شده یا از طریق پیشرفت تکنولوژی رخ دهد. اما در هر سهم از تولید ناخالص داخلی، سرمایه / کارگر سرانجام در وضعیت ثابت همگرایی می‌کند و نرخ رشد تولید / کارگر را فقط نرخ پیشرفت تکنولوژی تعیین می‌کند. در نتیجه، با در دسترس بودن فناوری جهانی برای همه و پیشرفت با سرعت ثابت، همه کشورها دارای نرخ رشد ثابت هستند. هر کشور سطح متفاوتی از تولید ناخالص داخلی / کارگر را با توجه به سهم تولید ناخالص داخلی که سرمایه‌گذاری می‌کند تعیین می‌کند، اما نرخ رشد اقتصادی همه کشورها یکسان است. به‌طور ضمنی در این مدل کشورهای ثروتمند کشورهایی هستند که برای مدت طولانی سهم بالایی از تولید ناخالص داخلی را سرمایه‌گذاری کرده‌اند. کشورهای فقیر می‌توانند با افزایش سهم تولید ناخالص داخلی که سرمایه‌گذاری می‌کنند ثروتمند شوند. یک پیش‌بینی مهم از مدل، که بیشتر توسط داده‌ها تأیید می‌شود، همگرایی شرطی است. این ایده که کشورهای فقیر تا زمانی که نرخ سرمایه‌گذاری (و پس‌انداز) مشابهی داشته باشند و به همان فناوری دسترسی داشته باشند، سریعتر رشد خواهند کرد و کشورهای ثروتمند را درگیر خود خواهند کرد.
مدل سولو به عنوان یک مدل رشد «برون زا» در نظر گرفته می‌شود زیرا توجیه نمی‌کند که چرا کشورها سهم‌های مختلف تولید ناخالص داخلی را در سرمایه‌گذاری می‌کنند و همچنین اینکه چرا فناوری با گذشت زمان پیشرفت می‌کند. در عوض، میزان سرمایه‌گذاری و میزان پیشرفت فناوری برونزا است. ارزش مدل این است که الگوی رشد اقتصادی را پس از مشخص شدن این دو نرخ پیش‌بینی می‌کند. عدم توضیح آن در تعیین عوامل این نرخ یکی از محدودیت‌های آن است.
اگرچه میزان سرمایه‌گذاری در این مدل برونزا است، اما تحت شرایط خاص این مدل به‌طور ضمنی همگرایی در نرخ سرمایه‌گذاری در سراسر کشورها را پیش‌بینی می‌کند. در اقتصاد جهانی با بازار سرمایه جهانی جهانی، سرمایه مالی به کشورهایی با بیشترین بازده سرمایه می‌رود. در مدل سولو کشورهایی که سرمایه / کارگر کمتری دارند (کشورهای فقیر) به دلیل کاهش بازده در سرمایه، بازده بالاتری از سرمایه‌گذاری دارند. در نتیجه، سرمایه / کارگر و تولیدکننده / کارگر در بازار سرمایه جهانی مالی باید در همه کشورها به یک سطح یکسان شوند. از آنجا که از نظر تاریخی سرمایه مالی به کشورهایی با سرمایه / کارگر کمتر سرازیر نشده‌است، مدل پایه سولو دارای یک نقص مفهومی است. از دهه ۱۹۹۰، این نقص با افزودن متغیرهای اضافی به مدل برطرف شده‌است که می‌تواند توضیح دهد که چرا بعضی از کشورها نسبت به کشورهای دیگر بهره‌وری کمتری دارند و بنابراین، حتی اگر سرمایه (فیزیکی) کمتری داشته باشند، جریان‌های سرمایه مالی جهانی را جذب نمی‌کنند.
به گفته هارود، نرخ رشد طبیعی حداکثر نرخ رشدی است که با افزایش متغیرهایی مانند رشد جمعیت، بهبود فناوری و رشد در منابع طبیعی مجاز است.
در واقع، نرخ رشد طبیعی بالاترین نرخ رشد قابل دستیابی است که باعث ایجاد بیشترین اشتغال ممکن در منابع موجود در اقتصاد می‌شود.

### نظریهٔ رشد درون‌زا
اقتصاددانان که از فرض پیشرفت تکنولوژی برونزا در مدل سولو راضی نبودند، تلاش کردند تا رشد تولید در دهه ۱۹۸۰ را «درون زا» کنند (یعنی آن را «از داخل» مدل‌ها توضیح دهند). نظریه رشد درون زا، که به ویژه توسط رابرت لوکاس جونیور و شاگردش پل رومر ارائه شده‌است، شامل یک توضیح ریاضی از پیشرفت تکنولوژی است. این مدل همچنین مفهوم جدیدی از سرمایه انسانی، مهارت‌ها و دانش‌هایی را که کارگران را به بهره‌وری می‌رساند، دربرداشت. برخلاف سرمایه فیزیکی، سرمایه انسانی دارای نرخ بازگشت فزاینده ای است. تحقیقات انجام شده در این زمینه بر آنچه سرمایه انسانی (به عنوان مثال آموزش) یا تغییرات فناوری (به عنوان مثال نوآوری) را افزایش می‌دهد، متمرکز شده‌است.
روز یادبود در سال ۱۹۸۸، کنفرانسی در بوفالو ذهن‌های برتر اقتصاد را گرد آورد که هدف آن ارزیابی نظریه‌های متناقض رشد بود. رومر، کروگمن، بارو، بکر و بسیاری دیگر از ستاره‌های در حال ظهور و اقتصاددانان مشهور آن زمان در آنجا حضور داشتند. در میان بسیاری از مقاله‌های آن روز، مقاله ای که برجسته شد «مبانی خرد برای تغییر فناوری کل» توسط رومر بود. بنیاد خرد ادعا کرد که تغییرات درون زا در فناوری مفهوم مالکیت معنوی را در خود جای داده‌است و دانش ورودی و خروجی تولید است. رومر استدلال کرد که نتایج مربوط به نرخ رشد ملی به‌طور قابل توجهی تحت تأثیر سیاست‌های عمومی، فعالیت‌های تجاری و مالکیت معنوی قرار دارد. وی تأکید کرد که سرمایه تجمعی و تخصص کلیدی است و نه تنها رشد جمعیت می‌تواند سرمایه دانش را افزایش دهد، بلکه این سرمایه انسانی است که به‌طور خاص دربرداشت ایده‌های جدید آموزش می‌بیند.
گرچه مالکیت معنوی ممکن است مهم باشد، بیکر (۲۰۱۶) به منابع متعددی استناد می‌کند که «به نظر می‌رسد محافظت از حق ثبت اختراع با رشد کندتر همراه است». این امر به ویژه برای حق ثبت اختراع در صنعت بهداشت اخلاقی صادق است. در واقع مالیات دهندگان دو برابر برای داروهای جدید و روشهای تشخیصی پرداخت می‌کنند: اول در یارانه‌های مالیاتی و دوم در ازای قیمت بالای روشهای تشخیصی. اگر نتایج تحقیقات پرداخت شده توسط مودیان در مالکیت عمومی قرار می‌گرفت، بیکر ادعا می‌کند که مردم در همه جا سالم‌تر خواهند بود، زیرا تشخیص و درمان بهتر در سراسر جهان مقرون به صرفه تر است.
یک شاخه از تئوری رشد درون زا در بنیان نظریه شومپیتری ایجاد شد که به نام ژوزف شومپیتر اقتصاددان اتریشی قرن بیستم نامگذاری شد. این رویکرد رشد را به عنوان نتیجه نوآوری و فرایند تخریب خلاق که ماهیت دوگانه پیشرفت فناوری را به تصویر می‌کشد، توضیح می‌دهد: از نظر ایجاد، کارآفرینان محصولات یا فرایندهای جدیدی را معرفی می‌کنند به این امید که هنگام تصاحب از سودهای مشابه انحصار بهره‌مند شوند. بازارها با این کار آنها فناوری‌ها یا محصولات قدیمی را منسوخ می‌کنند. این می‌تواند به عنوان ابطال فناوری‌های قبلی شناخته شود، که آنها را منسوخ می‌کند، و «رانت‌های تولید شده توسط نوآوری‌های قبلی را از بین می‌برد» یک مدل اصلی که رشد شومپتری را نشان می‌دهد، مدل Aghion-Howitt است.

### نظریهٔ رشد یکپارچه
نظریه رشد یکپارچه توسط اود گالور و همکارانش برای پرداختن به ناتوانی نظریه رشد درون زا در توضیح قوانین اساسی تجربی در فرایندهای رشد اقتصادهای منفرد و اقتصاد جهان به‌طور کلی توسعه یافت. برخلاف نظریه رشد درون زا که کاملاً بر رژیم رشد مدرن متمرکز است و بنابراین قادر به توضیح ریشه‌های نابرابری در بین ملت‌ها نیست، نظریه رشد یکپارچه مراحل اساسی روند توسعه در طول تاریخ بشر را در یک چارچوب واحد تصرف می‌کند: دوره۱- مالتوس که در بیشتر تاریخ بشر رایج بود، ۲- فرار از دام مالتوس، ۳- ظهور سرمایه انسانی به عنوان یک عنصر اصلی در روند رشد، ۴- شروع کاهش باروری، ۵- ریشه‌های دوران مدرن رشد اقتصادی پایدار و ۶- ریشه‌های واگرایی در درآمد سرانه در سرتاسر کشورها در دو قرن گذشته.
این تئوری نشان می‌دهد که در بیشتر عمر بشر، پیشرفت تکنولوژی با رشد جمعیت جبران شده و سطح زندگی در طول زمان و مکان تقریباً معیشت داشته‌است. با این حال، تعامل تقویت کننده بین میزان پیشرفت فناوری و اندازه و ترکیب جمعیت به تدریج سرعت پیشرفت فناوری را افزایش داده و اهمیت آموزش را در توانایی افراد در انطباق با محیط تغییر یافته فناوری افزایش می‌دهد. افزایش تخصیص منابع به آموزش باعث کاهش باروری شده و اقتصاد را قادر می‌سازد تا سهم بیشتری از ثمرات پیشرفت فناوری را به جای افزایش رشد جمعیت به افزایش مداوم درآمد سرانه اختصاص دهد و زمینه را برای ظهور رشد پایدار اقتصادی فراهم کند. این تئوری همچنین نشان می‌دهد که تغییرات در ویژگی‌های زیست جغرافیایی، و همچنین ویژگی‌های فرهنگی و نهادی، یک سرعت افتراقی از رکود به رشد در سراسر کشورها و در نتیجه واگرایی در سرانه درآمد آنها طی دو قرن گذشته ایجاد کرده‌است.

## نابرابری و رشد

### نظریه‌ها
دیدگاه‌های رایج در مورد نقش نابرابری در روند رشد در قرن گذشته کاملاً تغییر یافته‌است.
دیدگاه کلاسیک، همان‌طور که آدام اسمیت و دیگران بیان کردند، نشان می‌دهد که نابرابری روند رشد را تقویت می‌کند. به‌طور خاص، از آنجا که پس‌انداز کل با نابرابری به دلیل دارایی بیشتر برای پس‌انداز در بین ثروتمندان افزایش می‌یابد، از نظر کلاسیک پیشنهاد می‌شود که نابرابری باعث تحریک انباشت سرمایه و در نتیجه رشد اقتصادی می‌شود.
دیدگاه نئوکلاسیک نقش نابرابری در روند رشد را انکار می‌کند. این دیدگاه نشان می‌دهد که اگرچه روند رشد ممکن است بر نابرابری تأثیر بگذارد، اما توزیع درآمد هیچ تأثیری بر روند رشد ندارد.
در مقابل، دیدگاه مدرنی که در اواخر دهه ۱۹۸۰ ظهور کرد، نشان می‌دهد که توزیع درآمد تأثیر بسزایی در روند رشد دارد. دیدگاه مدرن، که توسط گالور و زیرا شکل گرفت، نقش مهم ناهمگنی را در تعیین فعالیت اقتصادی کل و رشد اقتصادی برجسته می‌کند. گالور و زیرا استدلال می‌کنند که از آنجا که بازارهای اعتباری ناقص هستند، نابرابری تأثیر پایداری بر تشکیل سرمایه انسانی، سطح درآمد سرانه و روند رشد دارد. برخلاف پارادایم کلاسیک، که پیامدهای مثبت نابرابری در شکل‌گیری سرمایه و رشد اقتصادی را برجسته می‌کند، گالور و زیرا معتقدند که نابرابری در همه، به جز اقتصاد بسیار فقیر، تأثیر نامطلوبی بر شکل‌گیری سرمایه انسانی و روند توسعه دارد.
تحولات نظری بعدی این دیدگاه را تقویت می‌کند که نابرابری تأثیر نامطلوبی بر روند رشد دارد. آلسینا و رودریک و پرسون و تابلینی، درمورد مکانیزم اقتصاد سیاسی استدلال می‌کنند که نابرابری تأثیر منفی بر توسعه اقتصادی دارد زیرا فشار را برای سیاست‌های توزیع، تأثیر نامطلوبی بر سرمایه‌گذاری و رشد اقتصادی دارد.
مطابق با رویکرد نقص بازار اعتبار، یک مطالعه توسط روبرتو پروتی نشان داد که نابرابری با سطح پایینتری از تشکیل سرمایه انسانی (تحصیلات، تجربه، کارآموزی) و سطح باروری بالاتر مرتبط است، در حالی که سطح پایین سرمایه انسانی با رشد کمتری همراه است و سطوح پایین‌تر رشد اقتصادی. در مقابل، بررسی وی از کانال اقتصاد سیاسی هیچ حمایتی از سازوکار اقتصاد سیاسی پیدا نکرد. مطالعات بعدی نشان داده‌است که نابرابری می‌تواند انگیزه ای برای نخبگان برای جلوگیری از سیاست‌های توزیع مجدد و تغییرات نهادی باشد. در خصوص نابرابری در توزیع مالکیت زمین، انگیزه ای برای نخبگان زمین‌دار فراهم می‌کند تا با محروم کردن از تحصیل و جلوگیری از توسعه بخش صنعتی، تحرک کارگران روستایی را محدود کنند.
یک نظریه واحد از نابرابری و رشد که تصور می‌کند تغییر نقش نابرابری در روند رشد، سازگاری بین پیش‌بینی‌های متناقض دیدگاه کلاسیک است که معتقد است نابرابری برای رشد مفید است و دیدگاه مدرن که نشان می‌دهد در صورت نقص بازار اعتبار، نابرابری عمدتاً منجر به سرمایه‌گذاری کم در سرمایه انسانی و رشد اقتصادی پایین‌تر می‌شود. این نظریه یکپارچه نابرابری و رشد، که توسط اود گالور و اومر موآو ارائه شد، نشان می‌دهد که تأثیر نابرابری بر روند رشد معکوس شده‌است زیرا سرمایه انسانی جایگزین سرمایه فیزیکی به عنوان موتور اصلی رشد اقتصادی شده‌است. در مراحل اولیه صنعتی سازی، هنگامی که انباشت سرمایه فیزیکی منبع غالب رشد اقتصادی بود، نابرابری با هدایت منابع به سمت افراد با تمایل بیشتر به پس‌انداز، روند توسعه را تقویت کرد. با این وجود، در مراحل بعدی، به دلیل تبدیل شدن سرمایه انسانی به موتور اصلی رشد اقتصادی، توزیع برابرتر درآمد، در صورت وجود محدودیت‌های اعتباری، باعث تحریک سرمایه‌گذاری در سرمایه انسانی و رشد اقتصادی شد.
در سال ۲۰۱۳، توماس پیکتی اقتصاددان فرانسوی فرض کرد که در دوره‌هایی که متوسط نرخ سالانه بازگشت سرمایه در سرمایه (r) بیش از متوسط رشد سالانه تولید اقتصادی (g) باشد، نرخ نابرابری افزایش خواهد یافت. به گفته پیکتی، این مورد به این دلیل است که ثروتی که قبلاً نگه داشته شده یا به ارث رسیده‌است و انتظار می‌رود با نرخ r رشد کند، با سرعتی بالاتر از ثروت انباشته شده از طریق کار، که بیشتر با g گره خورده‌است، رشد خواهد کرد. پیکتی که طرفدار کاهش سطح نابرابری است، برای کاهش واگرایی در ثروت ناشی از نابرابری، وضع «مالیات ثروت» جهانی را پیشنهاد می‌کند.

### شکل کاهش‌یافته
رابطه تجربی شکل کاهش یافته بین نابرابری و رشد توسط آلبرتو آلسینا و دنی رودریک و تورستن پرسون و گایدو تابلینی مورد مطالعه قرار گرفت. آنها دریافتند که نابرابری در یک تحلیل بین کشوری با رشد اقتصادی ارتباط منفی دارد.
رابرت بارو رابطه بین شکل نابرابری در رشد اقتصادی را در چند کشور مورد بررسی مجدد قرار داد. او ادعا می‌کند که «رابطه کلی کمی بین نابرابری درآمد و نرخ رشد و سرمایه‌گذاری وجود دارد». با این حال، استراتژی تجربی وی به چند دلیل کاربرد آن را در درک رابطه بین نابرابری و رشد محدود می‌کند. اول، تحلیل رگرسیون وی از نظر آموزش، باروری، سرمایه‌گذاری با ساخت و ساز، تأثیر مهم نابرابری بر رشد از طریق آموزش، باروری و سرمایه‌گذاری را حذف می‌کند. یافته‌های وی به سادگی حاکی از آن است که نابرابری از طریق مجاری اصلی ارائه شده در ادبیات، تأثیر مستقیمی بر رشد فراتر از تأثیرات مهم غیرمستقیم ندارد. دوم، مطالعه وی تأثیر نابرابری بر متوسط نرخ رشد در ۱۰ سال بعدی را تجزیه و تحلیل می‌کند. با این حال، نظریه‌های موجود نشان می‌دهد که تأثیر نابرابری بعداً مشاهده خواهد شد، مثلاً در شکل‌گیری سرمایه انسانی. سوم، تجزیه و تحلیل تجربی تعصب‌هایی را که به دلیل علیت معکوس و متغیرهای حذف شده ایجاد می‌شوند، در نظر نمی‌گیرد.
مقالات اخیر بر اساس داده‌های برتر، رابطه منفی بین نابرابری و رشد پیدا کرده‌است. اندرو برگ و جاناتان اوستری از صندوق بین‌المللی پول دریافتند که «نابرابری خالص پایین با رشد سریعتر و با دوام تر کنترل می‌شود و سطح توزیع مجدد را کنترل می‌کند». به همین ترتیب، دیرک هرزر و سباستین ولمر دریافتند که افزایش نابرابری در درآمد، رشد اقتصادی را کاهش می‌دهد.

## سازوکارها
مدل گالور و زیرا پیش‌بینی می‌کند که تأثیر افزایش نابرابری بر سرانه تولید ناخالص داخلی در کشورهای نسبتاً ثروتمند منفی است اما در کشورهای فقیر مثبت است. این پیش‌بینی‌های قابل آزمایش به‌طور تجربی در مطالعات اخیر بررسی و تأیید شده‌است. به‌طور خاص، بروکنر و لدرمن با در نظر گرفتن تأثیر تعامل بین سطح نابرابری درآمد و سطح اولیه تولید ناخالص داخلی سرانه، پیش‌بینی مدل را در کشورها طی دوره ۱۹۷۰–۲۰۱۰ آزمایش می‌کنند. مطابق با پیش‌بینی‌های مدل، آنها دریافتند که در صدک بیست و پنجم درآمد اولیه در نمونه جهانی، با افزایش ۱ درصدی ضریب جینی، درآمد سرانه ۲٫۳٪ افزایش می‌یابد، در حالی که در صدک ۷۵ درآمد اولیه ۱ درصد افزایش در ضریب جینی، درآمد سرانه را ۵/۵٪ کاهش می‌دهد. علاوه بر این، مکانیسم پیشنهادی سرمایه انسانی که تأثیر نابرابری بر رشد را در مدل گالور-زیرا واسطه می‌کند نیز تأیید می‌شود. افزایش نابرابری در درآمد باعث افزایش سرمایه انسانی در کشورهای فقیر می‌شود اما در کشورهای با درآمد بالا و متوسط باعث کاهش آن می‌شود.
این حمایت اخیر از پیش‌بینی‌های مدل Galor-Zeira با یافته‌های قبلی مطابقت دارد. روبرتو پروتی نشان داد که مطابق با رویکرد نقص بازار اعتبار، ارائه شده توسط گالور و زیرا، نابرابری با سطح پایینتری از تشکیل سرمایه انسانی (تحصیلات، تجربه، کارآموزی) و سطح بالاتر باروری همراه است، در حالی که سطح پایینتری از سرمایه انسانی مرتبط است با سطح رشد اقتصادی پایین‌تر. رولان بنابو، اقتصاددان پرینستون، دریافت که روند رشد کره و فیلیپین «کاملاً با فرضیه انباشت سرمایه انسانی محدود شده به اعتبار سازگار است». بعلاوه، اندرو برگ و جاناتان اوستری اظهار داشتند که به نظر می‌رسد نابرابری از طریق انباشت سرمایه انسانی و مجاری باروری بر رشد تأثیر می‌گذارد.
در مقابل، پروتی استدلال می‌کند که مکانیسم اقتصاد سیاسی به‌طور تجربی پشتیبانی نمی‌شود. نابرابری با توزیع مجدد کمتر (سرمایه‌گذاری کم در آموزش و پرورش و زیرساخت‌ها) با رشد اقتصادی پایین همراه است.

## اهمیت رشد بلندمدت
در طی دوره‌های طولانی مدت، حتی نرخ‌های کوچک رشد، مانند افزایش ۲ درصدی سالانه، تأثیرات زیادی دارند. به عنوان مثال، انگلستان در سالهای ۱۸۳۰ تا ۲۰۰۸ متوسط سالانه ۱٫۹۷٪ در تولید ناخالص داخلی تعدیل شده تورم را تجربه کرده‌است. در سال ۱۸۳۰، تولید ناخالص داخلی ۴۱٬۳۷۳ میلیون پوند بود. این میزان تا سال ۲۰۰۸ به ۱٬۳۳۰٬۰۸۸ میلیون پوند رشد کرد. نرخ رشد متوسط ۱٫۹۷٪ طی ۱۷۸ سال منجر به افزایش ۳۲ برابری تولید ناخالص داخلی تا سال ۲۰۰۸ شد.
تأثیر زیاد نرخ رشد نسبتاً کم در یک بازه زمانی طولانی به دلیل قدرت رشد نمایی است. قانون ۷۲ یک نتیجه ریاضی، بیان می‌کند که اگر چیزی با سرعت x درصد در سال رشد کند، سطح آن هر ۷۲/ x سال دو برابر می‌شود. به عنوان مثال، نرخ رشد ۲٫۵٪ در سال منجر به دو برابر شدن تولید ناخالص داخلی طی ۲۸٫۸ سال می‌شود، در حالی که نرخ رشد ۸٪ در سال منجر به دو برابر شدن تولید ناخالص داخلی در عرض نه سال می‌شود؛ بنابراین، اگر این اختلاف ناچیز برای سالها ادامه یابد، اختلاف کمی در نرخ رشد اقتصادی بین کشورها می‌تواند منجر به استانداردهای بسیار متفاوت زندگی برای جمعیت آنها شود.

### کیفیت زندگی
یک نظریه که رشد اقتصادی را با کیفیت زندگی مرتبط می‌کند «فرضیه آستانه» است که بیان می‌کند رشد اقتصادی تا حدی افزایش کیفیت زندگی را به همراه دارد. اما در آن مرحله - که نقطه آستانه نامیده می‌شود - رشد بیشتر اقتصادی می‌تواند کیفیت زندگی را با زوال روبرو کند. این منجر به یک منحنی U شکل وارونه می‌شود، جایی که راس منحنی نشان دهنده سطح رشد است که باید هدف قرار گیرد. نشان داده شده‌است که خوشبختی با تولید ناخالص داخلی سرانه، حداقل تا سطح ۱۵۰۰۰ دلار برای هر نفر افزایش می‌یابد.
رشد اقتصادی به عنوان یک نتیجه از افزایش همزمان فرصت‌های شغلی و افزایش بهره‌وری نیروی کار، از پتانسیل غیرمستقیم کاهش فقر برخوردار است. مطالعه‌ای که توسط محققان انستیتوی توسعه خارج از کشور (ODI) روی ۲۴ کشور انجام شد، نشان داد که در ۱۸ مورد فقر کاهش یافته‌است.
در برخی موارد، عوامل کیفیت زندگی مانند برآمد مراقبت‌های بهداشتی و تحصیلات، و همچنین آزادی‌های اجتماعی و سیاسی، با وقوع رشد اقتصادی بهبود نمی‌یابند.
افزایش بهره‌وری همیشه منجر به افزایش دستمزد نمی‌شود، همان‌طور که در ایالات متحده مشاهده می‌شود که از سال ۱۹۸۰ شکاف بین بهره‌وری و دستمزد افزایش یافته‌است.

### رشد برابر
در حالی که تصدیق نقش اصلی رشد اقتصادی می‌تواند به‌طور بالقوه در توسعه انسانی، کاهش فقر و دستیابی به اهداف توسعه هزاره باشد، اما در میان جامعه توسعه به‌طور گسترده‌ای درک شده‌است که باید تلاش‌های ویژه ای انجام شود تا اطمینان حاصل شود که قشرها فقیرتر جامعه قادر به مشارکت در رشد اقتصادی هستند. تأثیر رشد اقتصادی بر کاهش فقر - کشش رشد فقر - می‌تواند به سطح نابرابری موجود بستگی داشته باشد. به عنوان مثال، با نابرابری کم، کشوری با نرخ رشد ۲٪ به ازای شخص و ۴۰٪ از جمعیت آن در فقر زندگی می‌کند، می‌تواند فقر را در ده سال به نصف کاهش دهد، اما برای کشوری با نابرابری بالا، رسیدن به همان کاهش تقریباً ۶۰ سال طول می‌کشد. به گفته دبیرکل سازمان ملل متحد بان کی مون: «در حالی که رشد اقتصادی لازم است، اما برای پیشرفت در کاهش فقر کافی نیست».

## اثرات زیست‌محیطی
منتقدانی مانند باشگاه رم استدلال می‌کنند که یک نگاه محدود به رشد اقتصادی، همراه با جهانی شدن، درمی یابیم که در حال ایجاد سناریویی هستیم که بتوانیم شاهد فروپاشی سیستمی منابع طبیعی سیاره خود باشیم.
نگرانی در مورد اثرات منفی زیست‌محیطی رشد اقتصادی، برخی از افراد را بر آن داشته‌است که از سطوح پایین‌تر رشد یا کاملاً ترک رشد حمایت کنند. در دانشگاه، برای دستیابی به این هدف و غلبه بر ضرورت‌های احتمالی رشد، مفاهیمی مانند رشد اقتصادی، اقتصاد پایدار و رشد ناپایدار توسعه یافته‌است. در سیاست، احزاب سبز با پذیرش منشور جهانی سبزها، تشخیص می‌دهند که: رشد اقتصادی به هر قیمتی و استفاده بیش از حد و بی‌رویه از منابع طبیعی بدون در نظر گرفتن ظرفیت حمل زمین، باعث وخیم شدن وضعیت محیط و سبب انقراض عظیم گونه‌ها می‌شود.
گزارش ارزیابی جهانی ۲۰۱۹ در مورد تنوع زیستی و خدمات اکوسیستم منتشر شده توسط پلت فرم سیاست بین دولتی علوم بین‌المللی سازمان ملل در زمینه تنوع زیستی و خدمات اکوسیستم هشدار داد که با توجه به از دست دادن قابل توجه تنوع زیستی، جامعه نباید فقط بر رشد اقتصادی تمرکز کند. انسان‌شناس ادواردو اس. بروندیزیو، گفته‌است: "ما باید روایت‌های خود را تغییر دهیم. هم روایت‌های فردی ما که مصرف بی‌رویه را با کیفیت زندگی و وضعیت مرتبط می‌کند، و هم روایت‌های سیستم‌های اقتصادی که هنوز در نظر می‌گیرند که تخریب محیط زیست و نابرابری اجتماعی نتایج اجتناب ناپذیر رشد اقتصادی است. رشد اقتصادی وسیله است و نه هدف. ما باید به دنبال کیفیت زندگی کره زمین باشیم.
کسانی که در مورد تأثیرات زیست‌محیطی رشد خوش بین هستند، معتقدند که اگرچه ممکن است اثرات زیست‌محیطی موضعی رخ دهد، اما اثرات اکولوژیکی در مقیاس بزرگ جزئی هستند. این استدلال، همان‌طور که توسط جولیان لینکلن سایمون، مفسر بیان شد، بیان می‌دارد که اگر این اثرات زیست‌محیطی در مقیاس جهانی وجود داشته باشد، نبوغ انسان راهی برای سازگاری با آنها پیدا می‌کند.
در سال ۲۰۱۹، هشدار دربارهٔ تغییر آب و هوا با امضای ۱۱۰۰۰ دانشمند از بیش از ۱۵۰ کشور جهان گفت که رشد اقتصادی نیروی محرکه «استخراج بیش از حد مواد و بهره برداری بیش از حد از اکوسیستم‌ها است» و این «تا پایداری طولانی مدت زیست کره، باید به سرعت کاهش یابد». آنها اضافه می‌کنند که «اهداف ما نیاز به تغییر از رشد تولید ناخالص داخلی و پیگیری ثروتمندی به سمت حفظ اکوسیستم‌ها و بهبود رفاه انسان با اولویت بندی نیازهای اساسی و کاهش نابرابری دارند». مقاله ۲۰۲۱ که توسط دانشمندان برتر در مرزها تألیف شده‌است؛ در علم حفاظت معتقد است که با توجه به بحرانهای زیست‌محیطی از جمله از دست دادن تنوع زیستی و تغییرات آب و هوایی و «آیندهٔ وحشتناک» احتمالی که بشریت با آن روبرو است، باید «تغییرات اساسی در سرمایه‌داری جهانی» ایجاد شود، از جمله «لغو رشد اقتصادی دائمی».

### گرم‌شدن کرهٔ زمین
ارتباط نزدیکی بین رشد اقتصادی و میزان انتشار دی اکسیدکربن در سراسر کشورها وجود دارد، اگرچه در شدت کربن نیز یک واگرایی قابل توجهی وجود دارد (انتشار کربن درنتیجه تولید ناخالص داخلی). در دنیای امروز، بین ثروت اقتصادی جهانی و میزان انتشار جهانی نیز رابطه مستقیمی وجود دارد. استرن ریویو خاطرنشان می‌کند که پیش‌بینی می‌کند: در حال حاضر انتشار گازهای گلخانه ای کافی است که غلظت گازهای گلخانه ای را تا سال ۲۰۵۰ به بیش از 550 ppm CO2 و بیش از650ppm-۷۰۰ تا پایان قرن برساند. اتفاق نظر علمی این است که عملکرد اکوسیستم سیاره ای بدون ایجاد شرایط خطرناک نیاز به تثبیت در 450-550 ppm دارد.
در نتیجه، اقتصاددانان محیط زیست رشد گرا مداخله دولت را در تغییر منابع تولید انرژی، به سمت انرژی باد، خورشید، برق و هسته ای پیشنهاد می‌کنند. این امر تا حد زیادی استفاده از سوخت‌های فسیلی را فقط به نیازهای پخت‌وپز خانگی (مانند مشعل‌های نفت سفید) محدود می‌کند یا اینکه فناوری جذب و ذخیره کربن می‌تواند مقرون به صرفه و مطمئن باشد. در استرن رویو، که توسط دولت انگلستان در سال ۲۰۰۶ منتشر شد، نتیجه‌گیری شد که سرمایه‌گذاری ۱٪ از تولید ناخالص داخلی (بعداً به ۲٪ تغییر یافت) برای جلوگیری از بدترین تأثیرات تغییرات آب و هوایی کافی است و عدم انجام آن می‌تواند آب و هوا را به خطر بیندازد. هزینه‌های مربوطه برابر با ۲۰٪ از تولید ناخالص داخلی است. از آنجا که جذب و ذخیره کربن هنوز به‌طور گسترده اثبات نشده‌است و اثربخشی طولانی مدت آن (مانند مهار نشت دی اکسید کربن) ناشناخته است، و به دلیل هزینه‌های فعلی سوخت‌های جایگزین، این پاسخ‌های سیاست تا حد زیادی به ایمان به تغییر تکنولوژی بستگی دارد.
سیاستمدار و روزنامه‌نگار محافظه کار انگلیس، نیگل لاوسون، تجارت انتشار کربن را «یک سیستم ناکارآمد جیره بندی» دانسته‌است. در عوض، وی برای استفاده کامل از کارایی بازار، مالیات کربن را ترجیح می‌دهد. لوسون خاطرنشان کرد: برای جلوگیری از مهاجرت صنایع پر مصرف انرژی، کل جهان باید چنین مالیاتی را وضع کند، نه فقط انگلیس. اگر کسی از این الگو پیروی نکند، فایده ای ندارد.

### محدودیت منابع
بسیاری از پیش‌بینی‌های قبلی تخلیه منابع، مانند پیش‌بینی‌های توماس مالتوس در سال ۱۷۹۸ دربارهٔ نزدیک شدن به قحطی در اروپا، بمب جمعیت و شرط‌بندی سیمون-ارلیچ (۱۹۸۰) عملی نشده‌است. تولید کاهش یافته اکثر منابع تاکنون اتفاق نیفتاده است، یکی از دلایل آن این است که پیشرفت در فناوری و علوم اجازه تولید برخی از منابع غیرقابل دسترس را داده‌است. در بعضی موارد، جایگزینی مواد فراوانتر، مانند پلاستیک به جای فلزات ریخته شده، رشد استفاده از برخی فلزات را کاهش می‌دهد. در مورد منابع محدود زمین، ابتدا قحطی با انقلاب حمل و نقل ناشی از راه‌آهن و کشتی‌های بخار و بعداً با انقلاب سبز و کودهای شیمیایی، به ویژه فرایند هابر برای سنتز آمونیاک، کاهش یافت.
کیفیت منابع از عوامل مختلفی از جمله درجه‌بندی سنگ معدن، مکان، ارتفاع از سطح دریا یا پایین آن، نزدیکی به راه‌آهن، بزرگراه‌ها، تأمین آب و آب و هوا تشکیل شده‌است. این عوامل بر سرمایه و هزینه عملیاتی استخراج منابع تأثیر می‌گذارد. در مورد مواد معدنی، مقدار کمتری از منابع معدنی استخراج می‌شوند که به سرمایه و انرژی بیشتری برای استخراج و فرآوری نیاز دارند. عیارهای سنگ مس طی قرن گذشته به میزان قابل توجهی کاهش یافته‌است. مثال دیگر گاز طبیعی از شیل و سنگهای دیگر با نفوذ پذیری کم است که استخراج آنها به انرژی، سرمایه و مواد ورودی بسیار بالاتری نسبت به گاز معمولی دهه‌های گذشته نیاز دارد. نفت و گاز دریایی با افزایش عمق آب به‌طور تصاعدی هزینه را افزایش داده‌اند.
برخی از دانشمندان فیزیکی مانند سانیام میتال رشد مداوم اقتصادی را ناپایدار می‌دانند. عوامل متعددی ممکن است رشد اقتصادی را محدود کنند - به عنوان مثال: منابع محدود، اوج یا تخلیه.
در سال ۱۹۷۲، مطالعه محدودیت‌های رشد، محدودیت‌های رشد بی‌نهایت را مدل‌سازی کرد. در ابتدا مورد تمسخر قرار گرفت، برخی از روندهای پیش‌بینی شده تحقق یافتند، و این امر موجب افزایش نگرانی‌هایی برای سقوط یا کاهش قیمتی ناشی از محدودیت منابع می‌شود.
مالتوسیون مانند ویلیام آر. کاتن جونیور، نسبت به پیشرفت‌های فناوری که در دسترس بودن منابع را بهبود می‌بخشد، بدبین است. آنها پیشنهاد می‌کنند که چنین پیشرفت‌ها و افزایش کارایی صرفاً تسریع در کاهش منابع محدود است. کاتون ادعا می‌کند که افزایش نرخ استخراج منابع، ناخواسته از آینده دزدی می‌کند.

### انرژی
نظریه‌های اقتصادی انرژی معتقدند که میزان مصرف انرژی و بهره‌وری انرژی از نظر علیت با رشد اقتصادی مرتبط هستند. گرت معتقد است که: مستقل از سال، بین نرخ فعلی مصرف انرژی جهانی و انباشت تاریخی تولید ناخالص داخلی جهان، رابطه مستقیمی وجود دارد. از این رو می‌توان گفت که رشد اقتصادی، همان‌طور که رشد ناخالص داخلی نشان می‌دهد، به نرخهای بالاتری از رشد مصرف انرژی نیاز دارد. افزایش بهره‌وری انرژی بخشی از افزایش بهره‌وری فاکتور کل بود. برخی از مهمترین نوآوریهای فنی در تاریخ شامل افزایش بهره‌وری انرژی است؛ که شامل: پیشرفت در کارایی تبدیل گرما به کار، استفاده مجدد از گرما، کاهش اصطکاک و انتقال نیرو، به ویژه از طریق برق است. بین مصرف سرانه برق و توسعه اقتصادی همبستگی زیادی وجود دارد.